# هکتموری
هکتموری یا هکتمُر (به انگلیسی: hektemoroi یا Hectemores)، که از کلمهٔ یونانی hektos به معنای شش (۶) یا ششمین گرفته شده‌است، در یونان باستان به کشاورزانی گفته می‌شد که در شرایطی ناعادلانه به کار کشت و زرع اشتغال داشتند و در زمان برداشت محصول تنها یک ششم محصول به خودشان تعلق می‌گرفت و ناگزیر بودند که پنج ششم باقیماندهٔ محصول را به ارباب خود اهدا کنند.
به همین جهت این افراد، به یک ششمی‌ها یا مسدّسی‌ها یا Sizeniers یا همان هکتموری معروف شدند.
در حقیقت بعد از نظام حکومتی منارشی (حکومت یک تنی) در یونان باستان، و زمانی که حکومت یونان به الیگارشی (حکومت چند تنی) تبدیل شده بود، طبقات فقیر و زن و فرزندانشان، در حکم بردگان اغنیا و ثروتمندان محسوب می‌شدند و آنها را هکتمور می‌خواندند، و این وجه تسمیه از این جهت بود که طبق قرارداد میان مالک و ارباب، این بردگان بیشتر از یک ششم حاصل ملک را دریافت نمی‌داشتند.
تمام زمین‌ها در تصرّف عدّه‌ای معدود بود و اگر کشاورزی وام و دین خود را به موقع پرداخت نمی‌کرد، مالک حق داشت که او و فرزندانش را، به صورت بنده و برده به فروش برساند. چراکه تمام افراد خانواده در پرداخت دیون و قرض‌ها ذوی الاشتراک بودند، یعنی تمامی آنها مشترکاً موظف به پرداخت دین و قرض محسوب می‌شدند.
این وضع تا زمانی که سولون در آتن به مقام آرکنتی (یعنی: ریاست عامه) رسید، ادامه داشت و تنها پس از این که سولون به تنظیم و اجرای قانون سیزاکتی پرداخت، و به لغو برخی قوانین ظالمانه و جایگزین ساختن برخی قوانین عادلانه تر به جای آنها اقدام کرد، مسئلهٔ هکتمورها هم رفته رفته برطرف گردید.

## مباحث وابسته
- سولون
- سیزاکتی

## منبع
- اصول حکومت آتن، ارسطو، ترجمه و تحشیه: دکتر محمدابراهیم باستانی پاریزی، با مقدمه: دکتر غلامحسین صدیقی، شرکت سهامی کتابهای جیبی، چاپ سوم، ۱۳۷۰، متن و حواشی صفحات: ۵ و ۶ [با تغییراتی در نثر و جمله بندی]